# Steuersignal (Lichttechnik)
Aufgrund besserer Sicht, geringeren Verlusten in den Lastkabeln, technischer Notwendigkeit (z. B. Scanner, kopfbewegter Scheinwerfer, Farbwechsler), Geräuschentwicklung und Brandschutzerfordernissen werden in der Veranstaltungsbeleuchtung Steuergeräte (Lichtsteuerungen) meist von den Dimmern und Scheinwerfern getrennt aufgestellt. Um die Steuerinformationen vom Steuergerät zu den Empfängern zu transportieren, wurden mit der Zeit verschiedene Steuersignale entwickelt.

## Analoge Steuerung

### Steuermulticore
Übertragung der Steuerinformation geschieht als Spannung zwischen der Signalader und einer gemeinsamen Masse. Je nach Hersteller werden 0-10 Volt und -10-0 Volt verwendet (letzteres vor allem durch Strand), auch Stromstärken waren als Signal im Gebrauch um Verluste bei längeren Übertragungsstrecken zu verringern. Die relative Intensität des Kanals ist proportional zur Spannung / zum Strom.
Vorteil dieser Steuermethode ist der relativ geringe Aufwand für kleine Anlagen, Nachteil der stark steigende Aufwand für größere Anlagen und die Störempfindlichkeit.
Durch den Einzug der digitalen Lichtsteuerungen sowie moderner Scheinwerfer mit eigenem Mikrocontroller ist der „Umweg“ über ein analoges Signal inzwischen überflüssig geworden.

### Analoges Multiplexing
Um der Notwendigkeit der immer dicker werdenden, teuren, unhandlichen und fehleranfälligen Multicores zu entgehen wurde analoges Multiplexing eingeführt. Hier werden die Signale der einzelnen Kanäle der Lichtanlage nacheinander über ein Leiterpaar gesendet. Bei den Dimmern wurde das Signal wieder in einzelne Kanäle zerlegt und den Dimmern zugeführt. Bekannte Bezeichnungen für analoge Multiplexformate sind AMX (ADB) und D 54 (Strand).
Hierdurch wurde zwar das Multicore eingespart, die Anlagen wurden jedoch störanfälliger, die Signalspannungen mussten häufig nachjustiert werden. Durch die bald folgende Einführung von DMX hat sich analoges Multiplexing nie richtig durchgesetzt.

## Digitale Steuerung
Der Vorteil der digitalen Steuerung ist offensichtlich: Das Signal wird seriell übertragen, die Anzahl der Leiter in einem Kabel ist also gering. Die Störanfälligkeit ist gering, die erforderliche Aktualisierungsrate sind durch die Trägheit des Auges recht gering was nur geringe Übertragungsraten erforderlich macht.

### Digitales Multiplexing
Die Entwicklung des digitalen Multiplexing gleicht die Nachteile des analogen Multiplexing aus, die Anlagen wurden unempfindlicher gegen Störungen, Nachjustierungen sind nicht mehr erforderlich. Durch den Wegfall teurer DAC und ADC und den Einsatz einfacherer Schaltungen zur Verteilung, Aufarbeitung und Auswertung der Signale war die Entwicklung von Sendern und Empfängern recht problemlos möglich, in der Übergangsphase wurden (und werden) häufig Demultiplexer eingesetzt die das digitale Steuersignal in analoge Informationen umsetzen und so den Betrieb von analogen Lastteilen an digitalen Steuerungen erlauben.
Die Vielfalt unterschiedlicher Protokolle (ADB 62.5, AVAB, CMX, VMX, DMX512) reduzierte sich durch die Standardisierung von DMX512/1990 durch die USITT schnell.
Inzwischen ist DMX512/1990 der unumstrittene Standard in der Lichttechnik geworden.
Nachteile des Systems sind die Begrenzung der übertragbaren Kanäle durch die Aktualisierungsrate (Dies kann durch die Errichtung mehrerer Universen umgangen werden was aber wiederum mehrere Kabel erfordert), die Fixierung des Systems auf einen Sender mit mehreren Empfängern sowie die fehlende Verifikation der Daten was den Einsatz in sicherheitsrelevanten Bereichen (Pyrotechnik, Bühnenmechanik wie Züge, Aufzüge etc.) unmöglich macht.

### Netzwerksysteme
Das Konzept hinter digitalem Multiplexing (die Übertragung verschiedener Informationen auf einem Übertragungsmittel) wird durch Netzwerksysteme weitergeführt. Die größeren Lichtsteuerungen arbeiten meist mit einem eingebauten oder externen PC, Hardware zur Verteilung des Signals ist durch den verbreiteten Einsatz günstig erhältlich, die Übertragung ist zuverlässig. Der parallele Einsatz mehrerer Sender (z. B. Hauptpult, Havariepult, Probenpult, Inspizientenpult, Handbedienung zum Einleuchten) ist problemlos möglich. Am weitesten verbreitet ist dabei Art-Net, hinter dem die Firma Artistic License steht.
Aufgrund des geringen Schaltungsaufwands und der weiten Verbreitung von DMX-Empfängern wird die letzte Strecke zu Dimmern und Scheinwerfern wiederum per DMX ausgeführt, allerdings können erweiterte Funktionen (z. B. automatische Endgeräteerkennung oder direktes Ansprechen einzelner Kanäle und Geräte), wie sie von Protokollen wie ACN oder PSI bereitgestellt werden, auf diese Weise nur schwer oder gar nicht genutzt werden.
Eine Verbindung unterschiedlicher Medien auf einem Netzwerk ist bisher nicht in Netzwerkform möglich. Zwar ist ACN als zukünftiges Netzwerkprotokoll dafür ausgelegt, diese Brücke zu schlagen, bis dahin muss für die Synchronisierung der verschiedenen Gewerke per Timecode- oder Triggersignale wie SMPTE oder MIDI erfolgen.